# Imam Muda
Imam Muda (dt. „Junger Imam“, „Junger Führer“) ist eine Castingshow des malaiischen Pay-TV-Senders Astro TV aus dem Jahr 2010.
Das Format der Sendung orientierte sich an Vorbildern wie American Idol oder Deutschland sucht den Superstar. Gesucht wurden allerdings keine Popstars, sondern ein junger Imam als islamisches Vorbild für die Jugend.
Aus über 1000 Bewerbern wurden 10 Kandidaten zwischen 19 und 27 Jahren ausgewählt, die von Beginn der Show bis zum Finale am 30. Juli 2010 gemeinsam in einer Moschee lebten und weder Telefon, das Internet oder Fernsehen benutzen durften und wöchentlich verschiedene Aufgaben zu bewältigen hatten. Dazu gehörten etwa die korrekte Vorbereitung eines HIV-positiven Leichnams für die Bestattung, das Schlachten gemäß islamischer Vorschriften, das Vortragen von Koranzitaten oder die Beratung eines Paares mit Eheproblemen. In den 90-minütigen Folgen wurden die wöchentlichen Aufgaben der Kandidaten bewertet. Am Ende jeder Folge musste ein Kandidat die Sendung verlassen. Als Leiter der dreiköpfigen Jury fungierte dabei der ehemalige Haupt-Imam der Masjid Negara in Kuala Lumpur, Ustaz Hasan Mahmud al-Hafiz.
Der Sieger der ersten Staffel, Muhammad Asyraf Bin Mohd Ridzuan, erhielt ein Stipendium für postgraduelle Kurse an der Islamischen Universität Medina in Saudi-Arabien, eine voll finanzierte Teilnahme am Haddsch und die Anstellung als Imam an einer renommierten Moschee; dazu als Sachpreise unter anderem einen Proton Exora, ein iPhone, ein MacBook Pro und 20.000 Ringgit (knapp 5.000 Euro).
Die Show war die bislang meistgesehene Sendung des Senders Astro TV und erregte weltweite Aufmerksamkeit.